# Harald Appelboom
Harald Appelboom, född 1612 och död 1674, var en svensk diplomat under stormaktstiden. Appelboom hade flera internationella medlingsuppdrag och var mycket välkänd i tidens diplomatiska värld. 1654 var han föremål för en kris, då några rapporter han skrivit hamnat i orätta händer och hans omdömen nådde fram till öron de inte var avsedda för. 

## Liv och verk
1632 skrevs han in vid universitetet i Franeker i Nederländerna under namnet Haraldus Andreæ. 1642 blev han svenska regeringens korrespondent och 1647 kommissarie i Amsterdam, och hade som sådan som sin främsta uppgift att bevaka svenska handelsintressen i Nederländerna. 
Sin politiska verksamhet började han 1650, när han som vikarie tillträdde tjänsten som svensk resident i Haag. Hans främsta uppgift blev till en början att försöka hindra ratificerandet av redemptionstraktaten mellan Danmark och Nederländerna. Vidare fick han svenska regeringens order att medla mellan Nederländerna och Portugal, vilket han framgångsrikt utförde. 
1652 utsågs Appelboom till svenskt sändebud i England för att hos parlamentet fullfölja den avlidne residenten Spieringks kommission angående bland annat den engelska handeln med  Ryssland. Detta var den första diplomatiska förbindelsen mellan Sverige och den av Oliver Cromwell styrda republiken. Samma år utnämndes han till resident hos generalstaterna, vilka han 1653 erbjöd Sveriges medling i kriget emot England. Delvis med användande av egna medel lyckades han skaffa sig hemliga statsakter, som han hemsände till regeringen. I juni 1652 återvände Appelboom till Haag, där han sedan stannade som Sveriges diplomatiske representant fram till sin död. 1653 utnämndes han till burggreve i Göteborg, men eftersom han vistades i Nederländerna kunde han aldrig tillträda den posten. Formellt hade han dock kvar den ända till 1664.
Några av Appelbooms depescher från sommaren 1657, där han talade om det lämpliga i att vinna de nederländska statsmännen med mutor blev uppsnappade av danskarna som i ett försök att åstadkomma en brytning mellan Sverige och Nederländerna offentliggjorde dokumenten. Breven väckte stor förbittring i Nederländerna och det lades fram förslag man skulle avbryta förbindelsen med Appelbom. Karl X Gustav tog dock Appelbom i försvar och holländarna lyckades förmås att låta saken bero. Under kriget mellan Sverige och Nederländerna 1658-1660 uppmanade kungen flera gånger Appelboom att resa hem till Sverige men han valde att stanna kvar i Haag och verka för Sveriges sak trots att hans svåra position som representant för ett land som Nederländerna var i krig med gjorde vistelsen allt annat än angenäm. 
Appelboom utnämndes 1663 till hovråd och 1665 till envoyé. Tillsammans med Christoff Delphicus zu Dohna undertecknade han 18 juli 1667 fördraget i Haag om upphävande av de så kallade elucidationerna till Elbingtraktaten. Han deltog också i de viktiga underhandlingar som ledde till den med England och Holland 1669 avslutade garantitraktaten av Aachen-freden 1668. Tillsammans med Königsmarck fick han 1672 i uppdrag att erbjuda generalstaterna Sveriges medling i kriget mot Frankrike och England, vilken antogs. 
Under sin tid i London skrev Appelboom en träffade skildring av England.  År 1670 utkom hans översättning till svenska av John Barclays Argenis. Appelbooms omfattande ministeriella korrespondens förvaras till största delen i riksarkivet.

## Personalia
Appelboom föddes 1612 i Söderby i Fellingsbro socken som son till häradshövding Anders Haraldsson.  1640 bytte han namn till Appelboom, det namn hans far 5 år senare adlades under. 
Appelboom avled efter långvarig sjuklighet 8 mars (enligt gamla stilen) i Haag 1674.